# 청호ICT
청호ICT(Chungho ICT)는 1977년 설립된 금융사무기기 제조기업이다. 주 사업은 금융자동화기기 공급, 자동화기기 운영관리, 스캐너 및 네트워크장비 서비스, 조립 임가공, 환경관련 RFID 등이다. 2011년 5월 FKM과 합병하며 국내 ATM 시장에서 노틸러스효성, LG CNS에 이어 3위를 차지하고 있다.

## 연혁

### 1970년대
- 1977년 10월 13일 청호실업 주식회사 설립

### 2020년대
- 2020년 3월: 거래정지[3]
- 2024년 7월: JC파트너스와 함께 보유하고 있던 반도체 장비 업체 AMT의 경영권을 에이비즈파트너스에 매각[4]
- 2025년 5월 27일: 상장폐지[1][5]